# 伊斯基爾·奧斯卡·史卡利朗

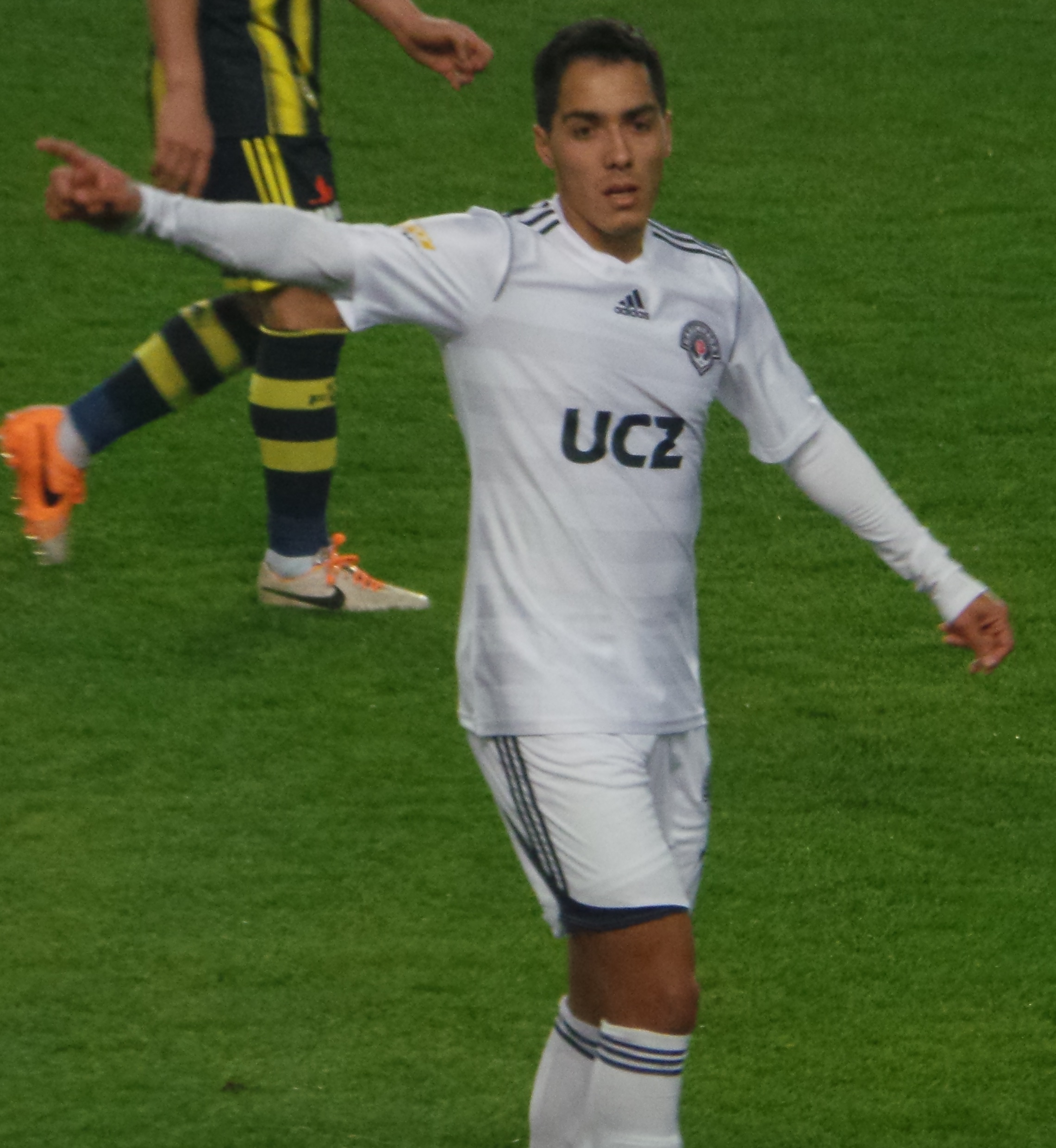
伊斯基爾·史卡利朗的照片

伊斯基爾·奧斯卡·史卡利朗（西班牙語：Ezequiel Scarione，1985年7月14日—），阿根廷足球運動員，司職中場，現效力土耳其超級足球聯賽球會卡森柏沙。

## 生涯
他出身於阿根廷著名球會小保加青訓系統，於2002年獲提拔至一隊，2004年他轉投昆卡競技，2006年赴歐加盟瑞士球會圖恩，他在效力球隊期間共上陣42場比賽及攻入7球。2009年1月8日，他被球會外借至琉森，2009年1月回歸圖恩，並在該球季奪得瑞士足球挑戰聯賽冠軍，協助球隊升上瑞士超級足球聯賽。

## 國際賽
他曾在2006年代表阿根廷U20出賽。

## 連結
- Weltfussball profileArchive.today的存檔，存档日期2013-02-12
- Template:Zerozero profile
- Guardian statistics
- Footballdatabase Profile （页面存档备份，存于）
- Player Profile
- http://www.football.ch/sfl/777836/de/Kader.aspx?tId=0&pId=730898 （页面存档备份，存于）